# Mipus
Mipus is een geslacht van weekdieren uit de klasse van de Gastropoda (slakken).

## Soorten
- Mipus alis Oliverio, 2008
- Mipus arbutum (Woolacott, 1954)
- Mipus basicostatus Kosuge, 1988
- Mipus boucheti Oliverio, 2008
- Mipus brinkae Kosuge, 1992
- Mipus coriolisi Kosuge & Oliverio, 2004
- Mipus crebrilamellosus (G. B. Sowerby III, 1913)
- Mipus eugeniae (Bernardi, 1853)
- Mipus fusiformis (Martens, 1902)
- Mipus gyratus (Hinds, 1844)
- Mipus intermedius Kosuge, 1985
- Mipus isosceles (Barnard, 1959)
- Mipus mamimarumai (Kosuge, 1980)
- Mipus matsumotoi Kosuge, 1985
- Mipus miyukiae Kosuge, 1985
- Mipus rosaceus (E. A. Smith, 1903)
- Mipus sugitanii Kosuge, 1985
- Mipus tomlini (van Regteren Altena, 1950)
- Mipus tonganus Oliverio, 2008
- Mipus tortuosus (Azuma, 1961)
- Mipus vicdani (Kosuge, 1980)